# Wladimir Belli
Wladimir Belli (født 25. juli 1970 i Sorengo) er en tidligere italiensk professionel landevejscykelrytter. Han var professionel mellem 1992 og 2007.

## Eksterne links
- Wladimir Bellis profil hos UCI (engelsk)
- Wladimir Bellis profil på CycleBase (engelsk)
- Wladimir Bellis profil på Cykelsiderne
- Wladimir Bellis profil på ProCyclingStats (engelsk)
- Wladimir Bellis profil på FirstCycling

| Cykling | Spire Denne biografi om en italiensk cykelrytter er en spire som bør udbygges. Du er velkommen til at hjælpe Wikipedia ved at udvide den. |